# Kristi Yamaguchiová
Kristine Tsuya Yamaguchiová (* 12. července 1971 Hayward) je bývalá americká krasobruslařka. Vyhrála ženský individuální závod na olympijských hrách v Albertville roku 1992. Krom to je dvojnásobnou mistryní světa, z let 1991 a 1992.
Jako juniorka soutěžila i v tanečních párech a má z této disciplíny dokonce titul juniorské mistryně světa. Pochází z rodiny japonských přistěhovalců do USA. Její matka se narodila v internačním táboře, který za druhé světové války Spojené státy zřídily pro osoby japonského původu (neboť USA byly s Japonskem ve válečném stavu). Rodina přišla do Spojených států roku 1899. Jejím manželem se stal hokejista Bret Hedican, kterého poznala během olympiády v Albertville, kde byl Hedican členem amerického hokejového výběru.
Krasobruslení se v dětství začala věnovat kvůli vývojové vadě nohy zvané pes equinovarus. Po olympijském triumfu přešla k profesionálům, vystupovala v šou Stars on Ice. Roku 1996 založila nadaci Always Dream Foundation, která pomáhá dětem ze znevýhodněných rodin. Napsala též několik knih, mj. úspěšnou knihu pro děti Dream Big, Little Pig. Objevila se též v několika filmech a televizních seriálech. V roce 2008 vyhrála šestou řadu americké verze soutěže StarDance na televizi ABC.